# Rockville (Maryland)
Rockville es una ciudad situada en el condado de Montgomery, Maryland, Estados Unidos. Tiene una población estimada, a mediados de 2022, de 66 924 habitantes.
Es la sede del condado.
La ciudad es parte del área metropolitana de Washington D. C.

## Historia
Ubicada en la región Piedmont y cruzada por varios arroyos, Rockville fue ocupado desde antes del año 8000 a. C. por pueblos nómadas. Algunos de esos grupos se establecieron en la región a comienzos del primer milenio antes de Cristo formando comunidades agrícolas. La región fue habitada casi continuamente por nativos americanos hasta fines del siglo XVII. cuando la presión de los colonizadores europeos forzó a los habitantes locales a migrar hacia otras tierras.
Entre 1717 y 1735, colonos europeos obtienen los primeros derechos para asentarse en la región. En las siguientes décadas se construyen los primeros inmuebles en lo que actualmente es el centro de Rockville. Al dividirse el condado de Prince George, Rockville pasó al condado de Frederick. En 1776 la Convención Constitucional de Maryland dividió, a su vez, el condado de Frederick en tres nuevas unidades, y Rockville quedó incluida en el nuevo condado de Montgomery.

## Demografía

### Censo de 2020
Según el censo de 2020, en ese momento la población de la ciudad era de 67 117 habitantes. La densidad de población era de 1909.99 hab/km². Había 27 953 unidades habitacionales, lo que representaba una densidad de 795/km². El 47.4% de los habitantes eran blancos, el 10.9% eran afroamericanos, el 0.6% eran amerindios, el 21.6% eran asiáticos, el 0.1% eran isleños del Pacífico, el 7.9% eran de otras razas y el 11.5% eran de una mezcla de razas. Del total de la población, el 16.89% eran hispanos o latinos de cualquier raza.

### Estimación 2018-2022
De acuerdo con la estimación 2018-2022 de la Oficina del Censo, los ingresos medios de los hogares de la ciudad son de $106,338 y los ingresos medios de las familias son de $140,788. Los ingresos per cápita en los últimos doce meses, medidos en dólares de 2022, son de $61,412. Alrededor del 12.9% de la población vive por debajo de la línea de pobreza, incluyendo el 15.9% de los menores de 18 años y el 6.4% de quienes tienen 65 años de edad o más.